# Kyler Murray
Kyler Cole Murray (geboren am 7. August 1997 in Bedford, Texas) ist ein US-amerikanischer American-Football-Spieler auf der Position des Quarterbacks. Er spielte College Football für die Texas A&M Aggies und die Oklahoma Sooners. Für die Sooners spielte er auch Baseball als Outfielder. 2018 gewann Murray die Heisman Trophy als bester College-Football-Spieler. Im NFL Draft 2019 wurde er von den Arizona Cardinals als Gesamterster ausgewählt.

## Karriere

### Frühe Jahre
Murray wurde 1997 in Bedford, Texas, geboren. Er besuchte die Allen High School in Allen. Mit den Eagles verlor er kein einziges Spiel und beendete seine Highschool-Karriere mit einer Bilanz von 43 Siegen, wobei er in 42 Spielen als Starting Quarterback auflief und mit den Eagles dreimal in Folge die Staatsmeisterschaft gewann. In den drei Jahren an der Highschool brachte Murray 638 von 1007 Pässen für 10.386 Yards ans Ziel und warf 117 Touchdowns bei 22 Interceptions. Zusätzlich erreichte er 4.139 Yards Raumgewinn im Laufspiel und erzielte dabei 69 Touchdowns.
Er wurde als Fünf-Sterne-Rekrut und als bester Dual-Threat-Quarterback seines Jahrgangs bewertet. 2014 wurde er für seine Leistungen als Footballspieler mit der landesweiten Ehrung als Gatorade Player of the Year ausgezeichnet. Murray nahm als erster Spieler sowohl am Under Armour All-America Game als auch am Under Armour All-America Baseball Game teil, den beiden All-Star-Spielen der Highschool für Football und Baseball.

### College

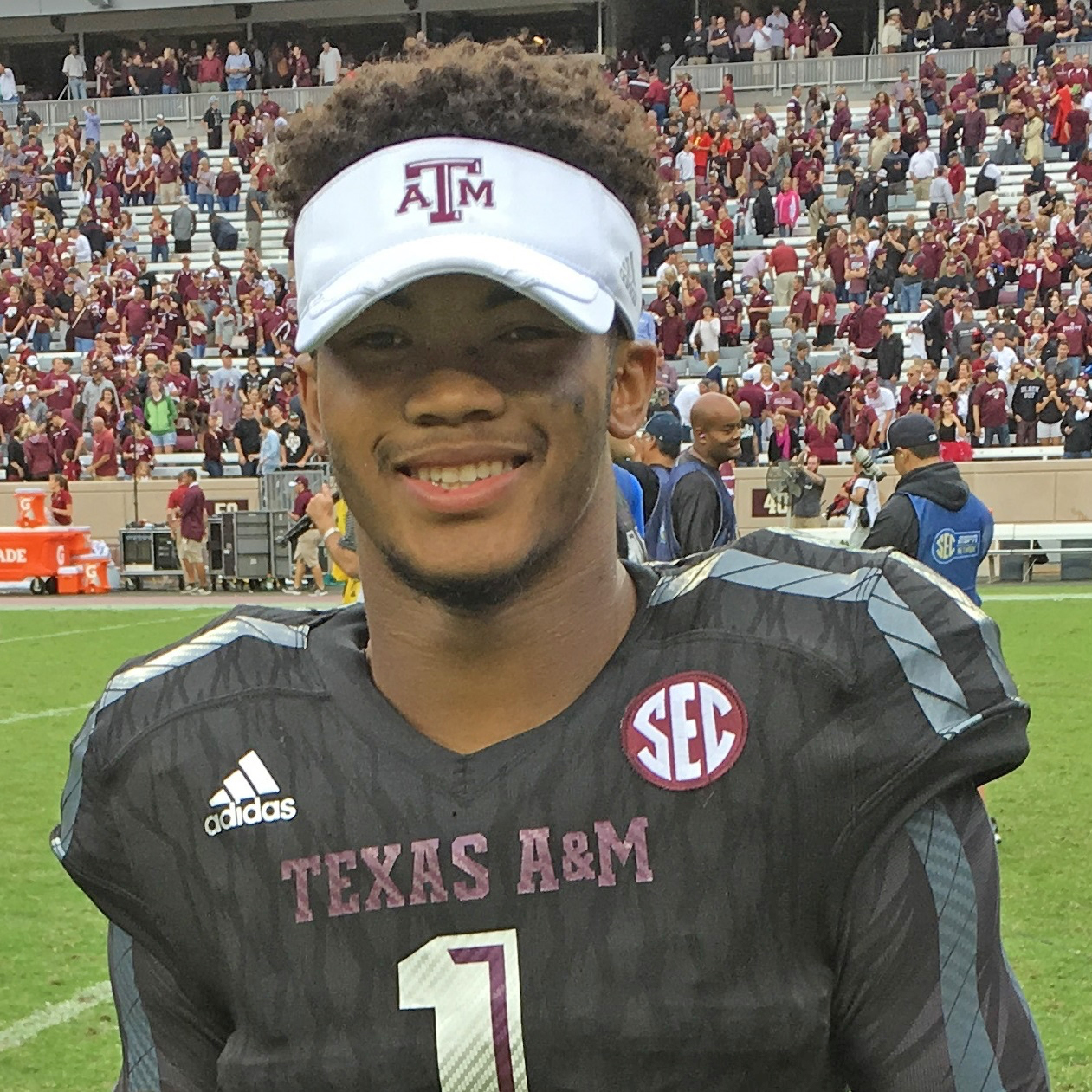
Kyler Murray (2015)

Murray besuchte ab 2015 zunächst die Texas A&M University in College Station, wo er in acht Spielen für die Texas A&M Aggies auflief. Zunächst war er in der ersten Saisonhälfte nur Backup von Kyle Allen, nach zwei schwachen Spielen von Allen erhielt Murray zunächst für drei Spiele den Vorzug als Starting Quarterback, bevor Allen für die letzten beiden Partien der Spielzeit wiederum die Stammposition zurückgewann. Nach dieser Saison entschied Murray sich, auf die University of Oklahoma zu wechseln. Gemäß den Regeln der National Collegiate Athletic Association (NCAA) musste er ein Jahr lang und somit die Saison 2016 aussetzen, bevor er für die Oklahoma Sooners antreten durfte.
In der Saison 2017 spielte er bei den Sooners Football und Baseball. Als Footballspieler war er zunächst Ersatzquarterback hinter dem Heisman-Trophy-Gewinner Baker Mayfield, der im NFL Draft 2018 als erster Spieler ausgewählt wurde. Murray kam daher nur sporadisch zum Einsatz, er brachte 18 von 21 Pässen an und warf drei Touchdowns. Als Baseballspieler stand er in 51 Spielen auf dem Platz, in denen er einen Batting Average von 0,296 bei zehn Home Runs und 47 RBI erzielte. Im MLB Draft 2018 wurde Murray an neunter Stelle von den Oakland Athletics ausgewählt, wo er einen Vertrag über 4,66 Millionen Dollar unterschrieb. Sein Vertrag mit den Athletics erlaubte es ihm, in der Saison 2018 weiterhin College Football zu spielen. Infolge einer starken Saison 2018, in der Murray nach dem Abgang von Mayfield in die NFL dessen Position übernahm und mit den Sooners die Meisterschaft in der Big 12 Conference feiern konnte, wurde ihm die Heisman Trophy 2018 als bester College-Football-Spieler des Jahres verliehen. Zudem gewann er den Davey O’Brien Award und den Manning Award.

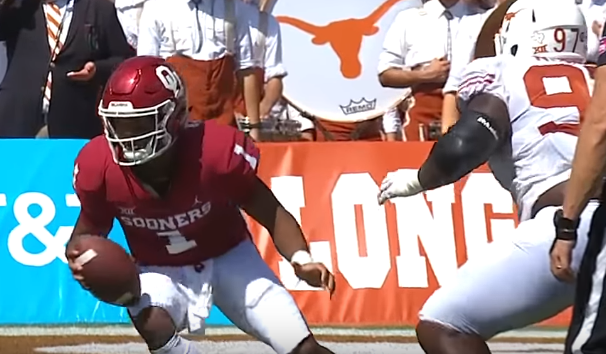
Murray bei den Oklahoma Sooners (2018)

Insgesamt kam Murray am College auf 350 erfolgreiche Pässe bei 519 Passversuchen und 5.406 Yards sowie 50 geworfene Touchdowns bei 14 Interceptions. Im Januar 2019 erklärte Murray, am NFL Draft 2019 teilnehmen zu wollen und sich somit auf eine Football-Karriere zu konzentrieren.

### College-Statistiken
| Saison                       | Team      | Spiele | Passing  | Passing | Passing | Passing | Passing | Passing | Rushing | Rushing | Rushing | Rushing |
| Saison                       | Team      | Spiele | Comp-Att | Comp%   | Yards   | TD      | INT     | QB Rtg  | Att     | Yds     | Avg     | TD      |
| ---------------------------- | --------- | ------ | -------- | ------- | ------- | ------- | ------- | ------- | ------- | ------- | ------- | ------- |
| 2015                         | Texas A&M | 8      | 72–121   | 59,5    | 686     | 5       | 7       | 109,2   | 53      | 335     | 6,3     | 1       |
| 2017                         | Oklahoma  | 7      | 18–21    | 85,7    | 359     | 3       | 0       | 276,5   | 14      | 142     | 10,1    | 0       |
| 2018                         | Oklahoma  | 14     | 260–377  | 69,0    | 4.361   | 42      | 7       | 199,2   | 140     | 1.001   | 7,2     | 12      |
| Gesamt                       | Gesamt    | 29     | 350–519  | 67,4    | 5.406   | 50      | 14      | 181,3   | 207     | 1.478   | 7,1     | 13      |
| Quelle: sports-reference.com |           |        |          |         |         |         |         |         |         |         |         |         |

### NFL

#### 2019
Im NFL Draft 2019 wurde Murray als Gesamterster von den Arizona Cardinals ausgewählt. Der neue Head Coach der Cardinals, Kliff Kingsbury, hatte bereits in seiner Zeit als College-Football-Coach gesagt, dass er Murray als Gesamtersten auswählen würde. Murray wurde damit als erster Spieler sowohl im NFL Draft als auch im MLB Draft in der ersten Runde ausgewählt. Darüber hinaus wurden zum ersten Mal in einem NFL Draft in der ersten Runde zwei Quarterbacks derselben Universität in zwei aufeinanderfolgenden Jahren ausgewählt, nachdem im Vorjahr bereits Baker Mayfield als Gesamterster ausgewählt wurde.
In Arizona folgte Murray auf Josh Rosen, der im Vorjahr an der 10. Stelle des Drafts ausgewählt worden war und ursprünglich als neue langfristige Lösung auf der Quarterback-Position bei den Cardinals vorgesehen war. Nach einer schwachen Saison 2018 gaben die Cardinals nach der Auswahl von Murray ihren vorherigen Spielmacher gegen einen Zweitrundenpick an die Miami Dolphins ab.
Bei seinem Debüt in Woche 1 gegen die Detroit Lions warf Murray zwei Touchdowns und eine Interception bei 308 Yards Raumgewinn. Dabei führte er die Cardinals nach einem zwischenzeitlichen Rückstand von 18 Punkten im vierten Viertel in die Verlängerung und zu einem 27:27-Unentschieden. Nach drei Niederlagen gelang Murray in Woche 5 gegen die Cincinnati Bengals sein erster Sieg in der NFL. Beim darauffolgenden 34:33-Sieg gegen die Atlanta Falcons am 6. Spieltag brachte Murray 27 von 37 Pässen für 340 Yards und drei Touchdowns an ihr Ziel, zudem erzielte er 32 Yards Raumgewinn im Laufspiel. Für seine Leistung in diesem Spiel wurde er als NFC Offensive Player of the Week ausgezeichnet. Zwischen der Partie am 4. Spieltag gegen die Seattle Seahawks und dem vierten Viertel der Partie gegen die Tampa Bay Buccaneers in Woche 10 warf Murray bei 211 Passversuchen keine Interception, womit er einen neuen Rekord für die meisten Passversuche eines Rookies ohne Interception aufstellte (zuvor 176 Versuche von Derek Carr 2014 und von Dak Prescott 2016).
Murray beendete seine Rookiesaison mit 3.722 Yards Raumgewinn im Passspiel, 20 Touchdowns, 12 Interceptions und einem Quarterback Rating von 87,4. Zudem erlief er 544 Yards und erzielte damit vier weitere Touchdowns. Er wurde als NFL Offensive Rookie of the Year ausgezeichnet.

#### 2020
In der Saison 2020 zeigte sich die Offensive der Cardinals unter Murray, auch dank des per Trade von den Houston Texans verpflichteten Star-Receivers DeAndre Hopkins, der zu Murrays wichtigster Anspielstation wurde, im Vergleich zur Vorsaison deutlich gefährlicher. Murray war dabei, bei teilweise unbeständigen Leistungen im Passspiel, vor allem als Läufer effektiv und erlief in den ersten sieben Spielen sieben Touchdowns. Für seine Leistung beim 30:10-Sieg gegen die New York Jets am 5. Spieltag mit 380 Yards Raumgewinn im Passspiel, einem Touchdownpass, einem erlaufenen Touchdown und einer Passquote von 73 % wurde er zum zweiten Mal als NFC Offensive Player of the Week ausgezeichnet.
In Woche 10 warf Murray gegen die Buffalo Bills beim Stand von 26:30 wenige Sekunden vor Schluss eine Hail Mary auf DeAndre Hopkins, der Murrays Pass fangen konnte und damit den spielentscheidenden Touchdown erzielte. Der Spielzug wurde auch mit dem Wortspiel Hail Murray bezeichnet. Beim 33:26-Sieg der Cardinals brachte Murray 75 % seiner Pässe an und erzielte mit 406 Yards Raumgewinn im Passspiel einen neuen Karrierebestwert. Dabei warf er drei Touchdownpässe und eine Interception, darüber hinaus erlief er einen Touchdown selbst. Für seine Leistung wurde er zum zweiten Mal als NFC Offensive Player of the Week ausgezeichnet. Seine Leistungen brachten Murray zudem seine erste Nominierung für den Pro Bowl, das All-Star-Spiel der NFL, ein. Wegen einer Knöchelverletzung verpasste Murray den Großteil des letzten Saisonspiels gegen die Los Angeles Rams und musste durch Chris Streveler ersetzt werden. Die Cardinals verloren das Spiel mit 7:18 und verpassten dadurch den Einzug in die Play-offs bei einer Bilanz von 8–8 zugunsten der Chicago Bears knapp. Murray beendete seine zweite NFL-Saison mit 3971 Yards Raumgewinn im Passspiel bei 26 Touchdownpässen sowie 12 Interceptions. Außerdem erlief er 819 Yards sowie 11 Touchdowns. Im Pro Bowl, der wegen der COVID-19-Pandemie in den Vereinigten Staaten in seiner traditionellen Form ausfiel und stattdessen online im Videospiel Madden NFL 2021 ausgetragen wurde, spielte Murray das erste Viertel für die NFC und wurde als Pro Bowl MVP ausgezeichnet.

#### 2021
In der Saison 2021 gewannen die Cardinals mit Murray ihre ersten sieben Spiele, erst in Woche 8 verlor man das erste Spiel. Anschließend fiel Murray mit einer Knöchelverletzung für drei Partien aus, in seiner Abwesenheit gewann Arizona mit Ersatzquarterback Colt McCoy zwei von drei Partien. Bis zu Murrays verletzungsbedingten Ausfall galt er als einer der Favoriten für die Auszeichnung als auf den NFL Most Valuable Player Award, ebenso hatten die Cardinals gute Aussichten, die Saison auf dem ersten Platz in der NFC zu beenden. Die zweite Saisonhälfte verlief allerdings weniger erfolgreich, von den letzten acht Spielen konnte Arizona lediglich drei gewinnen. Dadurch konnten die Los Angeles Rams die Cardinals in der NFC West überholen, wodurch Arizona letztlich nur als fünftplatziertes Team in die Play-offs einzog. Dabei spielten schwächere Leistungen von Murray, aber auch der verletzungsbedingte Ausfall von Passempfänger DeAndre Hopkins eine Rolle. Wie bereits in der Vorsaison wurde Murray in den Pro Bowl gewählt. In den Play-offs scheiterte Arizona mit 11:34 deutlich an den Los Angeles Rams, dabei unterliefen Murray zwei Fehlwürfe zum Gegner, von denen einer in einem defensiven Touchdown der Rams resultierte.

#### 2022
Im Juli 2022 einigte Murray sich mit den Cardinals auf eine Vertragsverlängerung um fünf Jahre bis 2028 im Wert von 230,5 Millionen US-Dollar. Diese Vertragsverlängerung enthielt zunächst eine Klausel, dass Murray sich pro Woche vier Stunden selbstständig zu Hause auf den jeweiligen Gegner am nächsten Spieltag vorbereiten müsse, weswegen er wegen einer möglicherweise mangelnden Arbeitsmoral in die Kritik geriet. Daraufhin strichen die Cardinals diese Vereinbarung aus dem Vertrag. Am zweiten Spieltag konnte Murray beim 29:23 nach Overtime gegen die Las Vegas Raiders in der zweiten Halbzeit glänzen. Nach einer desolaten ersten Hälfte der Cardinals führte er sein Team dank mehrerer starker Einzelaktionen – darunter eine knapp 21 Sekunden lange Two-Point Conversion – in der letzten Sekunde in die Verlängerung, in der Arizona letztlich dank der Defensive gewann. Insgesamt verlief die Spielzeit jedoch wenig erfolgreich für Murray. Die Cardinals hatten bereits mehrere Spieltage vor Saisonende keine realistische Chance auf die Play-offs mehr und Murray spielte seine statistisch schwächste Saison, wobei die Offense auch durch mehrere verletzungsbedingte Ausfälle und für die ersten sechs Spiele durch eine Sperre von DeAndre Hopkins geschwächt war. Am 14. Spieltag erlitt Murray bei der Partie gegen die New England Patriots bei einem der ersten Spielzüge ohne Fremdeinwirkung einen Kreuzbandriss und fiel damit für den Rest der Saison aus. Wegen einer Oberschenkelverletzung hatte er zudem bereits zuvor zwei Partien verpasst.

#### 2023
Aufgrund seines Kreuzbandrisses verpasste Murray die Vorbereitung auf die Saison 2023 vollständig und war auch zu Saisonbeginn nicht wieder einsatzbereit. Er wurde auf die Physically-Unable-to-Perform-Liste gesetzt, womit er für mindestens die ersten vier Partien nicht zum Einsatz kommen konnte. Sein Comeback gab er schließlich am 10. Spieltag gegen die Atlanta Falcons. Beim 25:23-Sieg brachte er 19 von 32 Pässen für 249 Yards an, warf eine Interception und erlief 33 Yards sowie einen Touchdown. Da die Cardinals ohne Murray lediglich eines der ersten neun Spiele gewonnen hatten, zu den schwächsten Teams der Liga zählten und dadurch gute Aussichten hatten, einen frühen Pick im NFL Draft 2024 zu erhalten, war Murrays Saison von Spekulationen begleitet, ob sich die Cardinals nach der Saison von ihm trennen würden, um im Draft einen neuen Quarterback auszuwählen, insbesondere Caleb Williams, falls sie den ersten Pick haben würden. Mit Murray gewannen die Cardinals drei der letzten acht Spiele der Saison, womit sie den vierten Pick im Draft erhielten und damit nicht mehr in der Position für einen der Top-Quarterbacks im Draft waren. Murray beendete die Saison mit 1799 Yards Raumgewinn und 10 Touchdowns bei fünf Interceptions im Passspiel bei einer Quote von 65,6 % erfolgreichen Pässen, zudem erlief er 244 Yards und drei Touchdowns bei 44 Versuchen. Nach Saisonende bezeichneten die Cardinals Murray im Februar 2024 auf Social Media explizit als ihren franchise quarterback, um weiteren Spekulationen über ihre zukünftigen Planungen auf der Quarterback-Position vorzubeugen.

#### 2024
In der Saison 2024 gelang Murray am zweiten Spieltag beim 41:10-Sieg gegen die Los Angeles Rams mit 17 vollständigen Pässen bei 21 Versuchen für 266 Yards und drei Touchdowns ein perfektes Quarterback Rating von 158,3. Damit war er der dritte Quarterback in der Geschichte der Cardinals, dem dies gelang. Insgesamt spielte Murray individuell eine seiner besseren Saisons und verzeichnete eine Passquote von 68,8 %, 3851 Yards im Passspiel sowie 21 Touchdowns bei 11 Interceptions. Dennoch verpasste er mit den Cardinals zum fünften Mal in sechs Spielzeiten die Play-offs – obwohl sie vom neunten bis zum elften Spieltag an der Spitze der NFC West standen, allerdings anschließend drei Spiele in Folge verloren. Letztlich beendete das Team die Saison mit acht Siegen und neun Niederlagen.

### NFL-Statistiken
| 2019                               | ARI    | 16 | 16 | 349–542   | 64,4 | 3.722  | 20  | 12 | 87,4  | 93  | 544  | 5,8 | 4  |
| 2020                               | ARI    | 16 | 16 | 375–558   | 67,2 | 3971   | 26  | 12 | 94,3  | 133 | 819  | 6,2 | 11 |
| 2021                               | ARI    | 14 | 14 | 333–481   | 69,2 | 3787   | 24  | 10 | 100,6 | 88  | 423  | 4,8 | 5  |
| 2022                               | ARI    | 11 | 11 | 259–390   | 66,4 | 2368   | 14  | 7  | 87,2  | 67  | 418  | 6,2 | 3  |
| 2023                               | ARI    | 8  | 8  | 176–268   | 65,7 | 1799   | 10  | 5  | 89,4  | 44  | 244  | 5,5 | 3  |
| 2024                               | ARI    | 17 | 17 | 372–541   | 68,8 | 3851   | 21  | 11 | 93,5  | 78  | 572  | 7,3 | 5  |
| Gesamt                             | Gesamt | 82 | 82 | 1864–2780 | 67,1 | 19.498 | 115 | 57 | 92,4  | 503 | 3020 | 6,0 | 31 |
| Quelle: pro-football-reference.com |        |    |    |           |      |        |     |    |       |     |      |     |    |

## Spielstil
Mit einer Körpergröße von 1,78 m ist Murray für einen NFL-Quarterback ungewöhnlich klein – bislang wurde in der Super-Bowl-Ära (seit 1967) kein kleinerer Quarterback in der ersten Runde des NFL Draft ausgewählt. Die Körpergröße gilt als wichtiger Faktor, da der Quarterback über die größeren Spieler der Offensive Line hinweg einen guten Überblick über das Spielfeld haben muss. Ideal gilt eine Größe von über 1,90 m. Demgegenüber stehen Murrays Athletik und Beweglichkeit, durch die er neben seinen Fähigkeiten als Passgeber auch im Laufspiel eine Gefahr für die gegnerische Defensive darstellt.
Nach seinen ersten NFL-Spielen wurden insbesondere seine tiefen Pässe als eine seiner Stärken bewertet. Als Schwäche galt insbesondere sein Verhalten in der Pocket, durch das er zu viele Sacks einstecken musste. In seiner Rookiesaison wurde Murray 48 mal gesackt, in seinem zweiten Jahr gelang es Murray jedoch deutlich besser, dem Druck der gegnerischen Defensive auszuweichen.

## Persönliches
Sein Vater Kevin Murray spielte Football und Baseball und wurde im MLB Draft 1982 von den Milwaukee Brewers ausgewählt, entschied sich aber nach einigen Minor-League-Spielen, stattdessen seine Footballkarriere weiterzuverfolgen. Er spielte von 1983 bis 1986 als Quarterback an der Texas A&M University, schaffte es aber nie in die NFL. Sein Onkel Calvin Murray spielte von 1999 bis 2004 in der Major League Baseball. Murrays Cousin Devin Duvernay spielt als Wide Receiver und Return Specialist.
Murray gilt als eher introvertierter Mensch. Er ist bekannt für seine Vorliebe für Videospiele und veranstaltet Livestreams auf Twitch, teils sogar während der NFL-Saison. Seit April 2021 kooperiert er mit der E-Sport-Organisation FaZe Clan. Darüber hinaus spielt er in seiner Freizeit Schach.